# 俄羅斯金環
俄羅斯金環又稱大金環線、金環古城（俄语：Золото́е кольцо́），是一條從莫斯科出發，前往其東北方數座古老城鎮，繞一圈後返回莫斯科的歷史文化旅遊路線。幅蓋莫斯科州、弗拉基米尔州、伊万诺沃州、科斯特罗马州和雅羅斯拉夫爾州。
金環路線上的城鎮，基本點有八個：謝爾吉耶夫鎮、佩列斯拉夫爾-扎列斯基、羅斯托夫、雅羅斯拉夫爾、科斯特羅馬、伊万諾沃、蘇茲達爾和弗拉基米爾。另外還有幾座城鎮是否該列入金環之中，還未定案，如亞歷山德羅夫、戈羅霍韋茨等。

## 開發史
1967年，蘇聯作家尤里‧貝奇科夫受《蘇維埃文化報》派往蘇茲達爾採訪旅遊業的發展，回程不想走回頭路返莫斯科，在地圖找到另一條經雅羅斯拉夫爾返回的路線。他最初對金環內八座古鎮的報道被報社當作一般資料收錄，後來引起社會反響。政府決定派員考察，確立了金環的地位。

## 圖集

### 八大古鎮

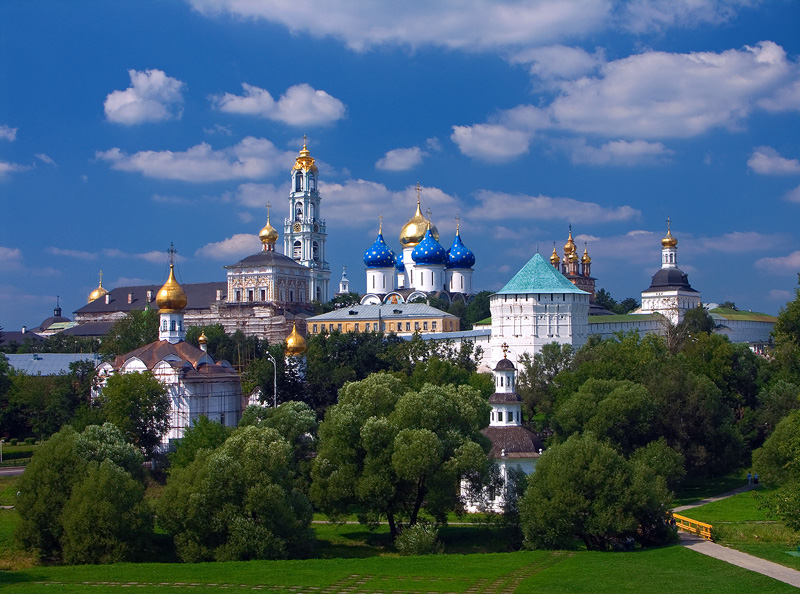
謝爾吉耶夫鎮的谢尔盖圣三一修道院（世界文化遺產）
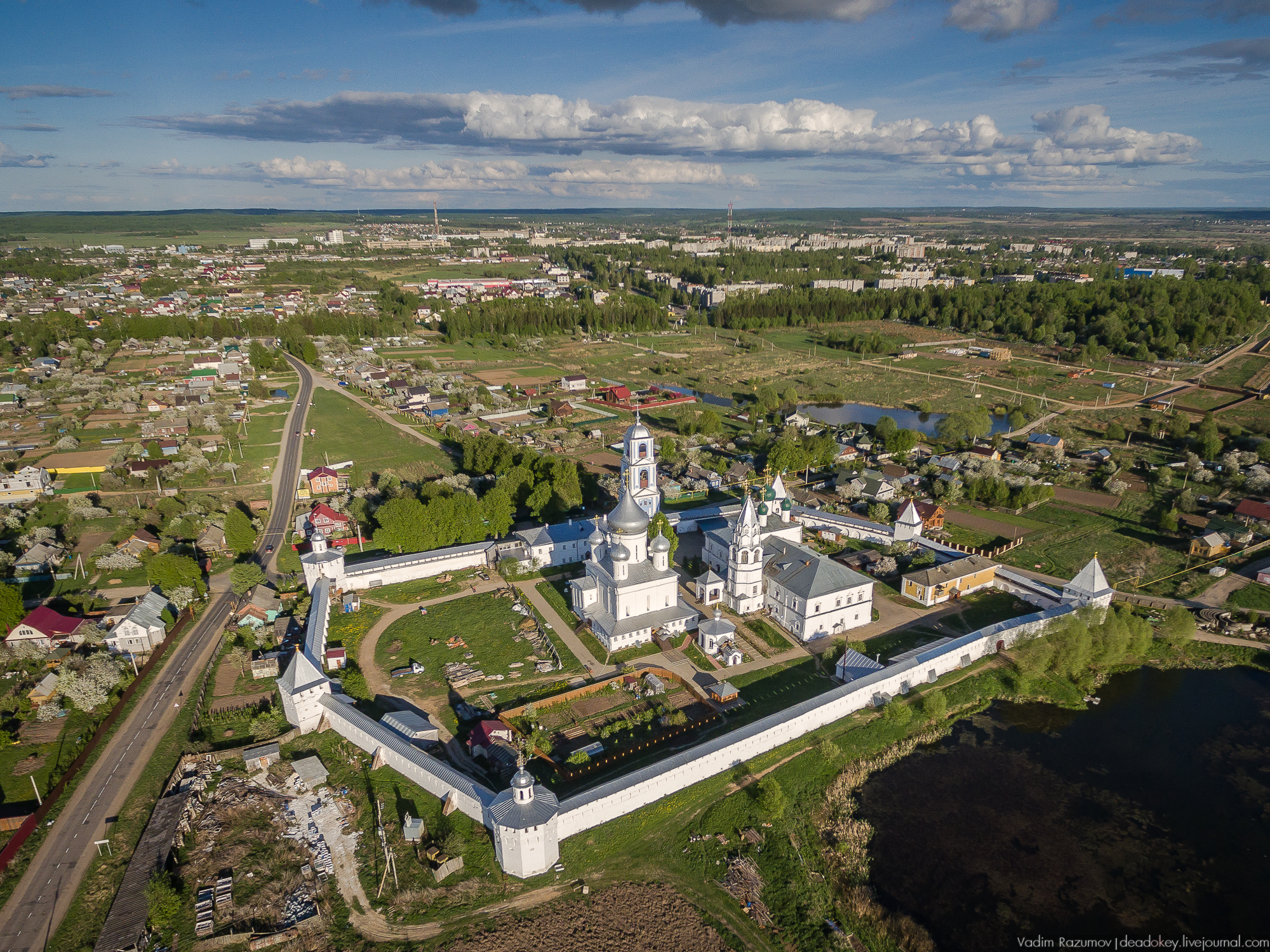
佩列斯拉夫尔-扎列斯基的尼基茨基修道院
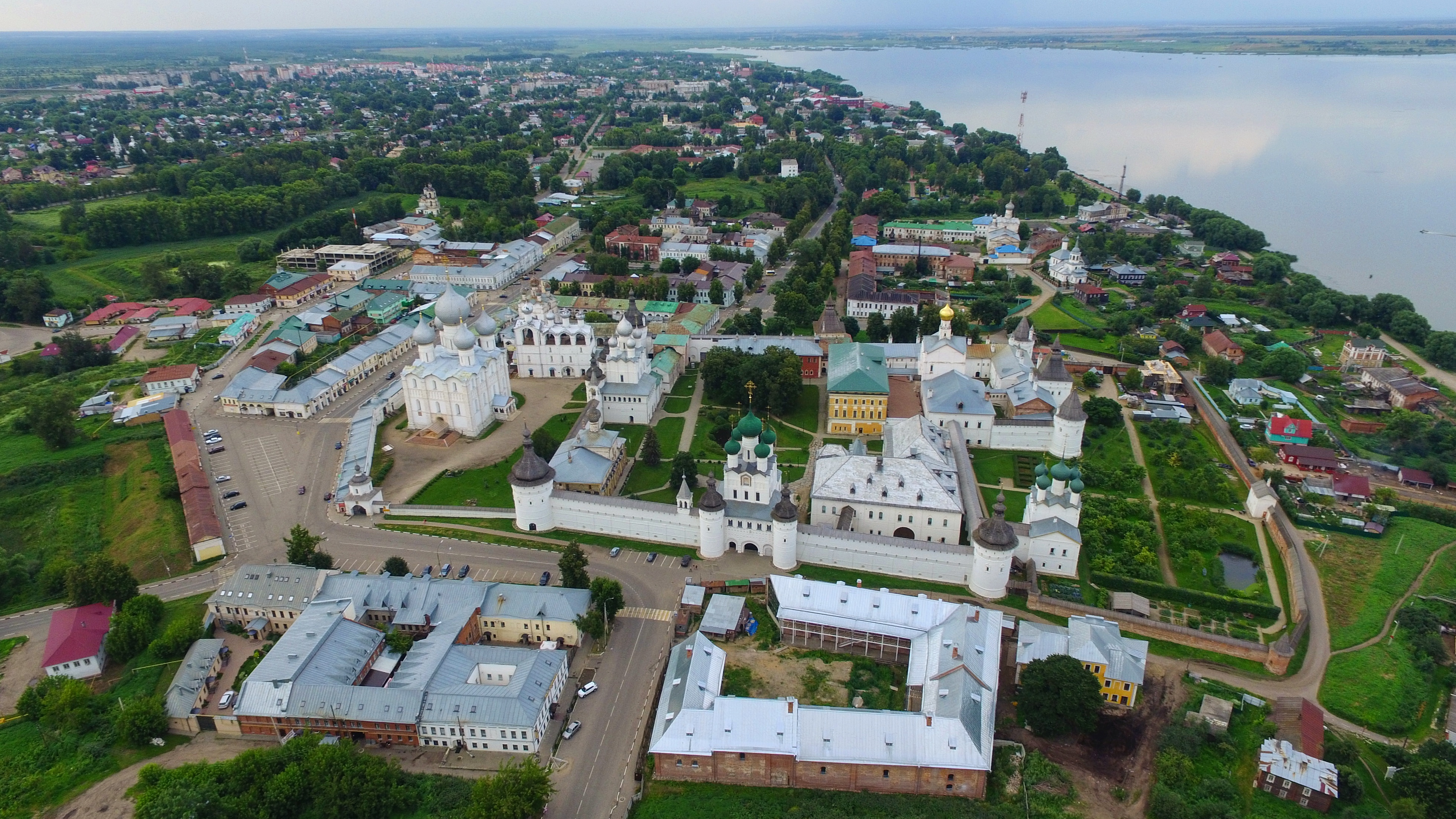
羅斯托夫的克里姆林
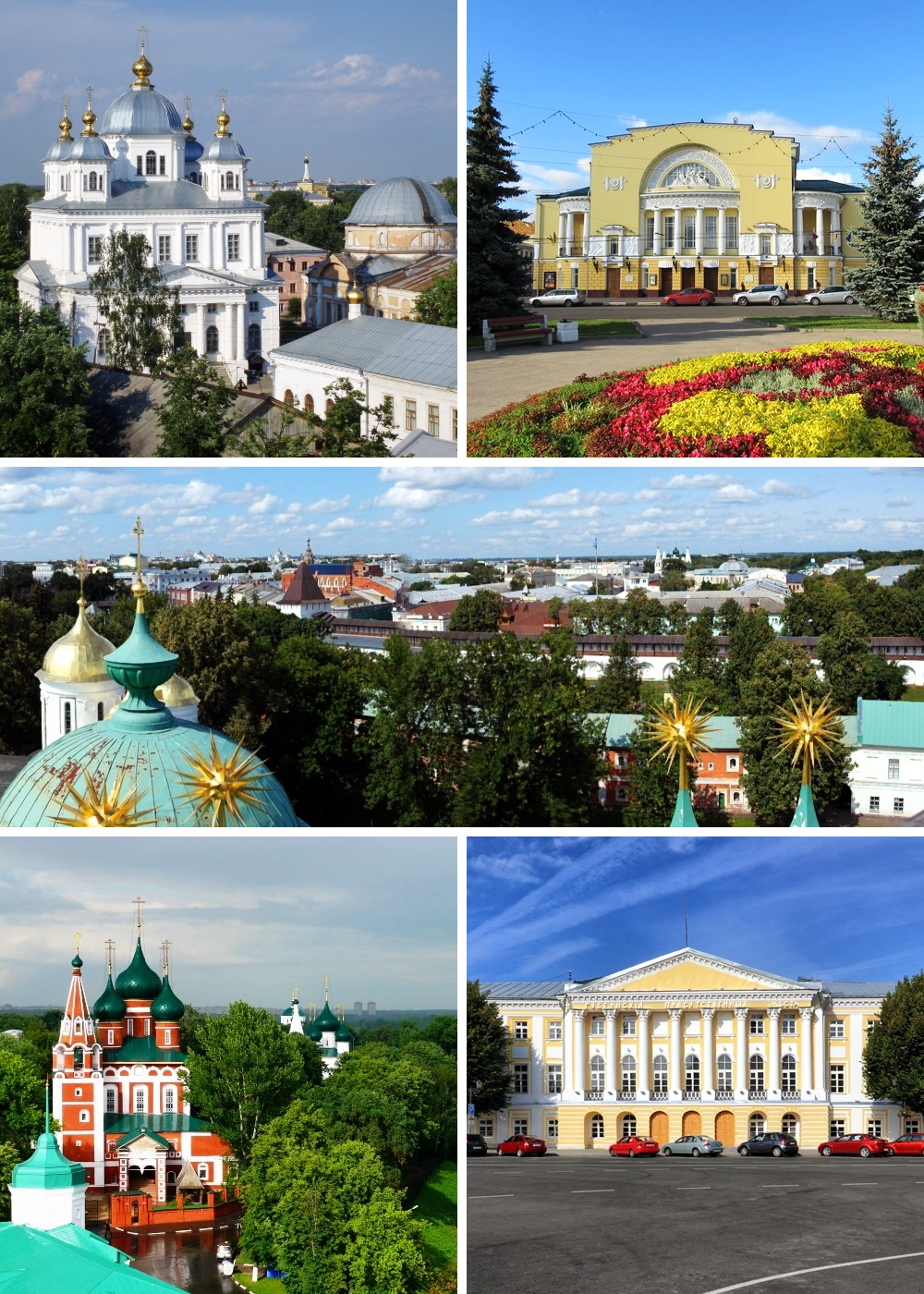
雅罗斯拉夫尔歷史中心（世界文化遺產）
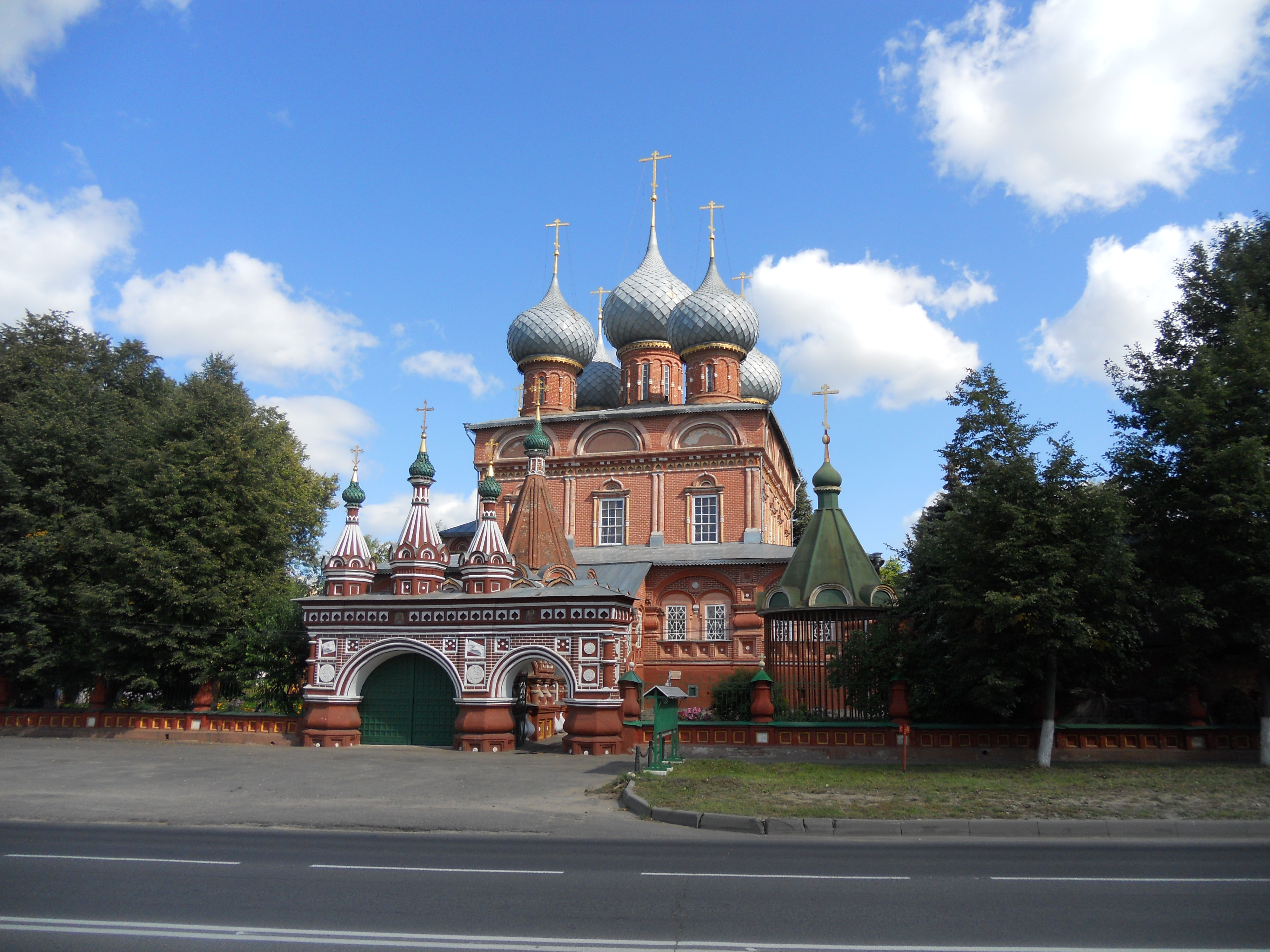
科斯特羅馬的基督復活大教堂
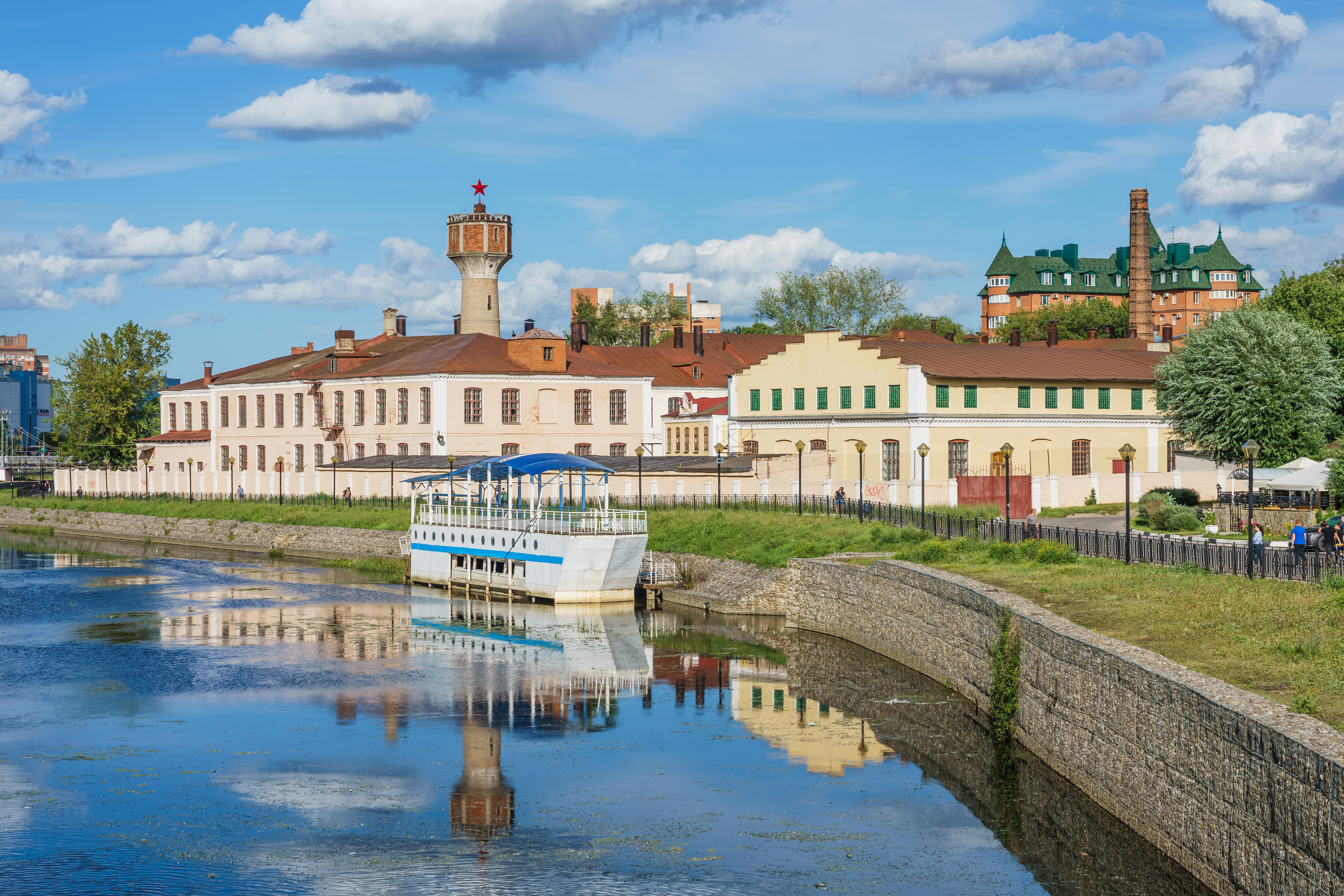
伊万诺沃的造紙場遺址
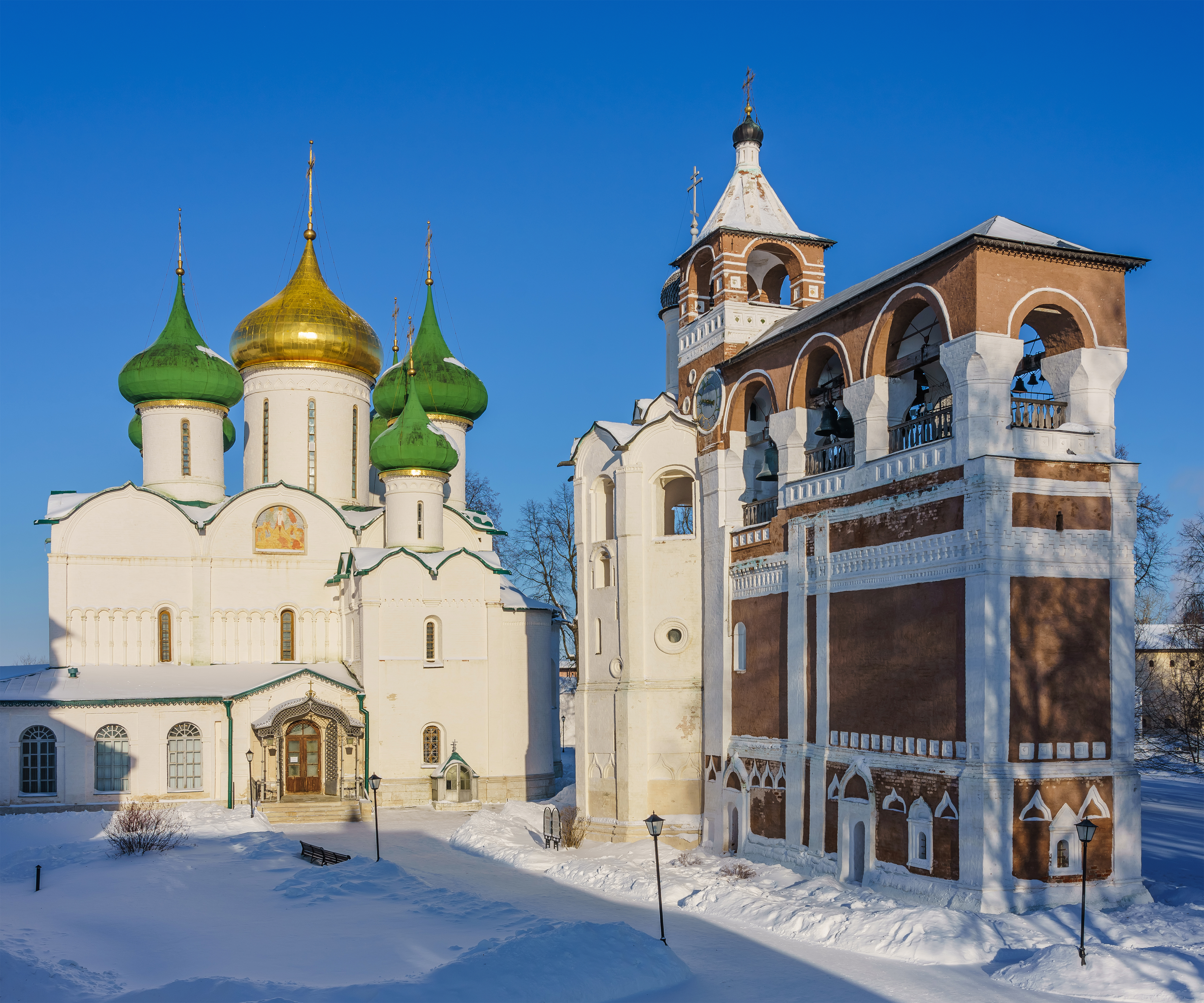
蘇茲達爾的聖歐蒂米奧救世主修道院（世界文化遺產）
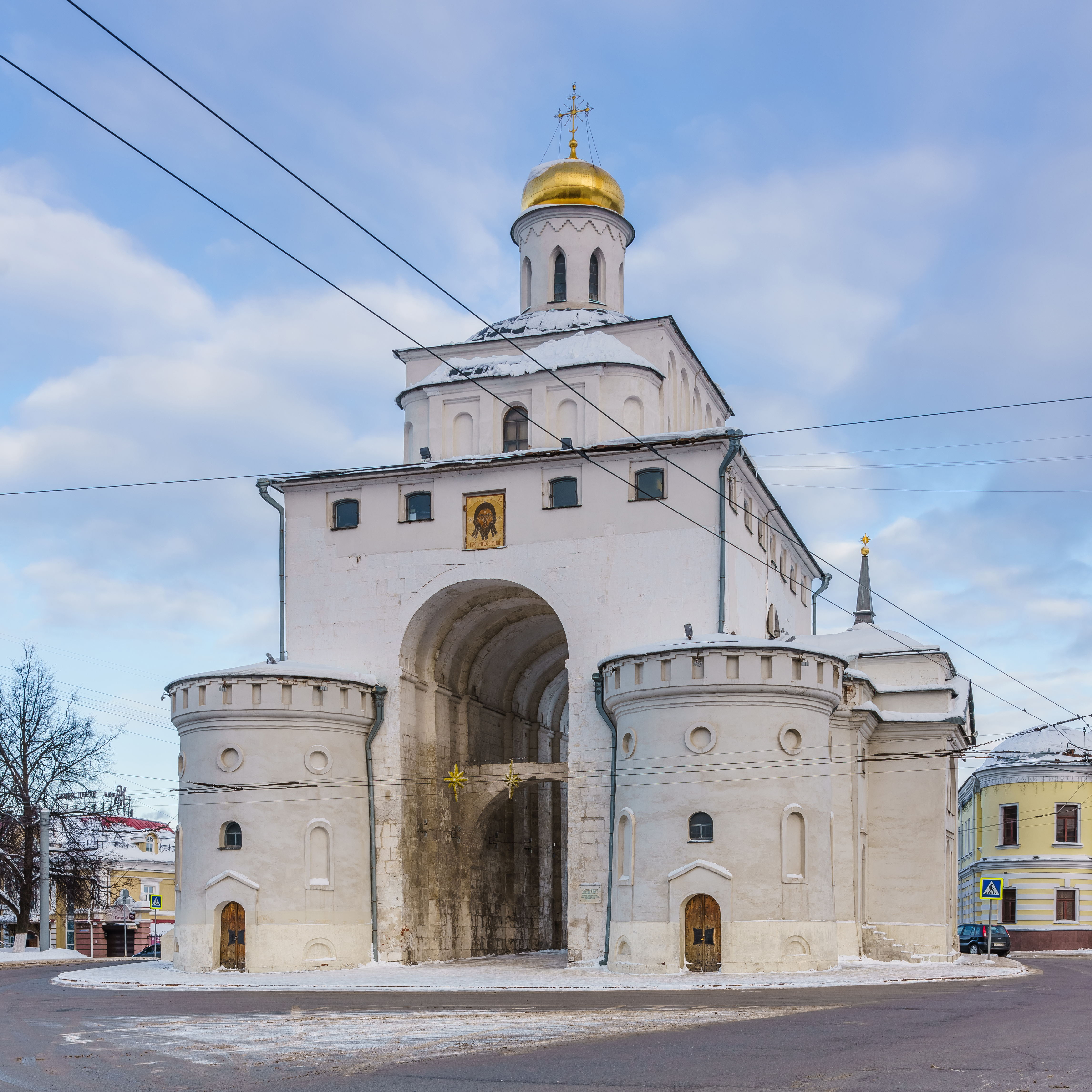
弗拉基米爾的金門（世界文化遺產）

### 其他古鎮

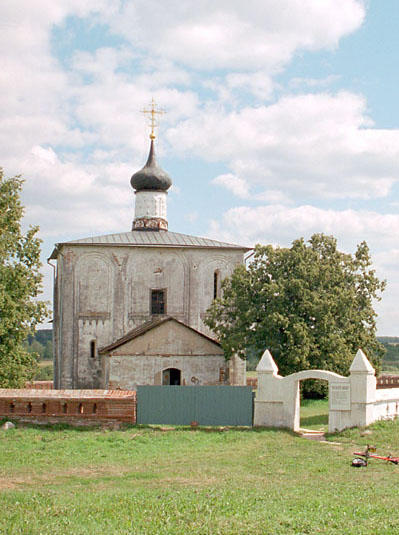
基捷克沙（英语：Kideksha）的基捷克沙教堂（世界文化遺產）
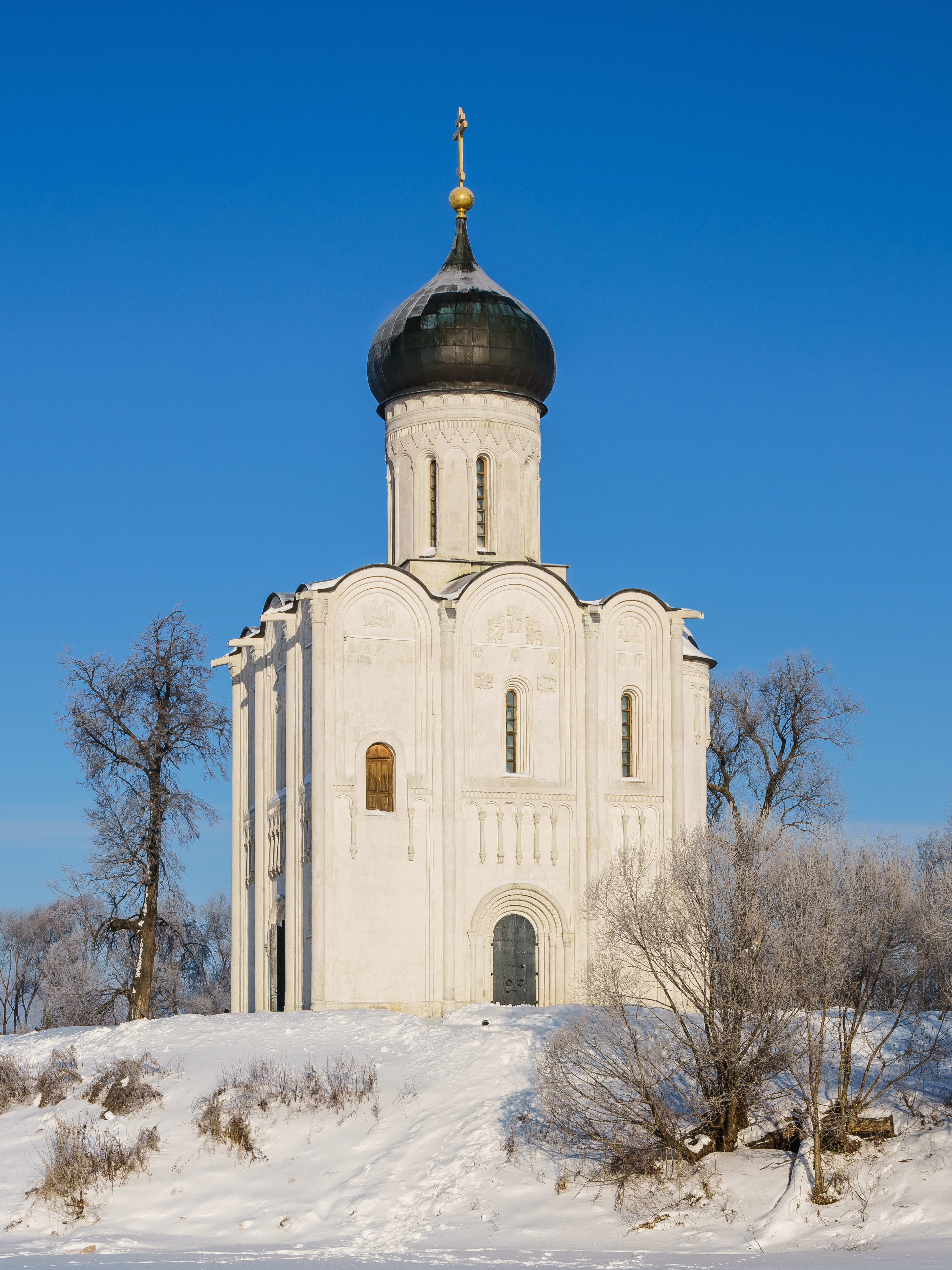
博戈柳博沃（英语：Bogolyubovo, Vladimir Oblast）的涅爾利代禱教堂（世界文化遺產）
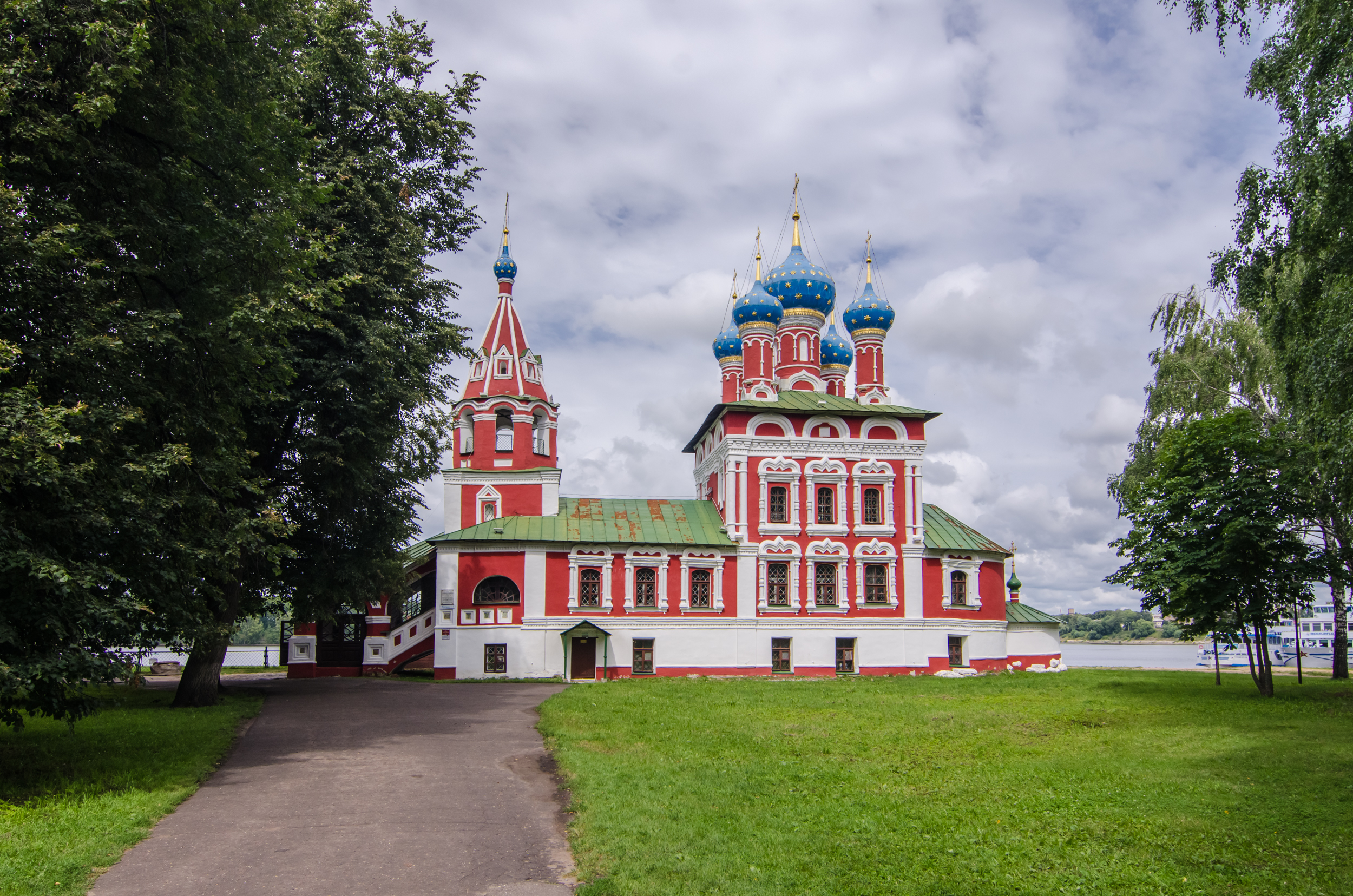
烏格里奇的德米特里滴血教堂
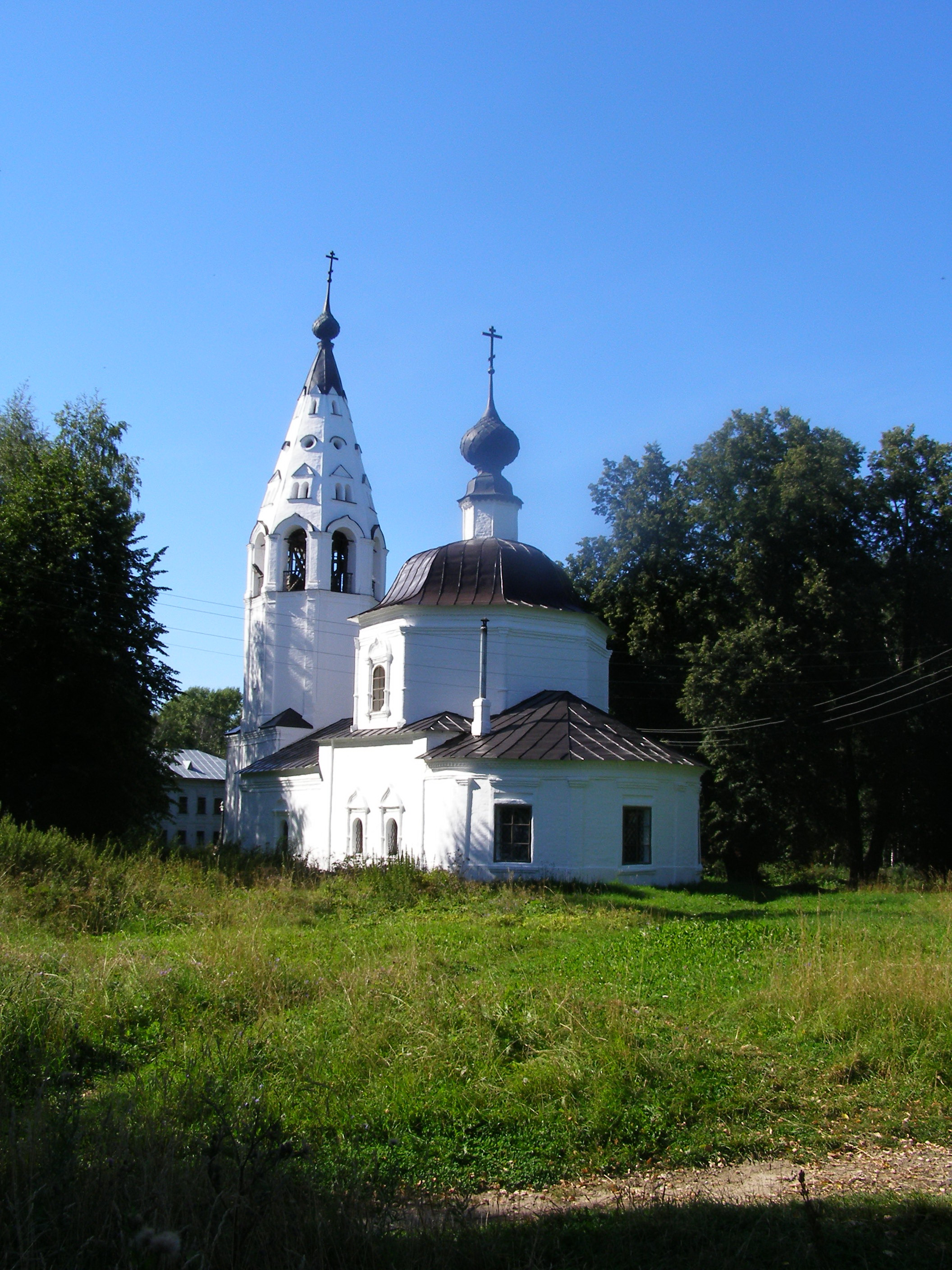
普廖斯的聖母安息主教座堂
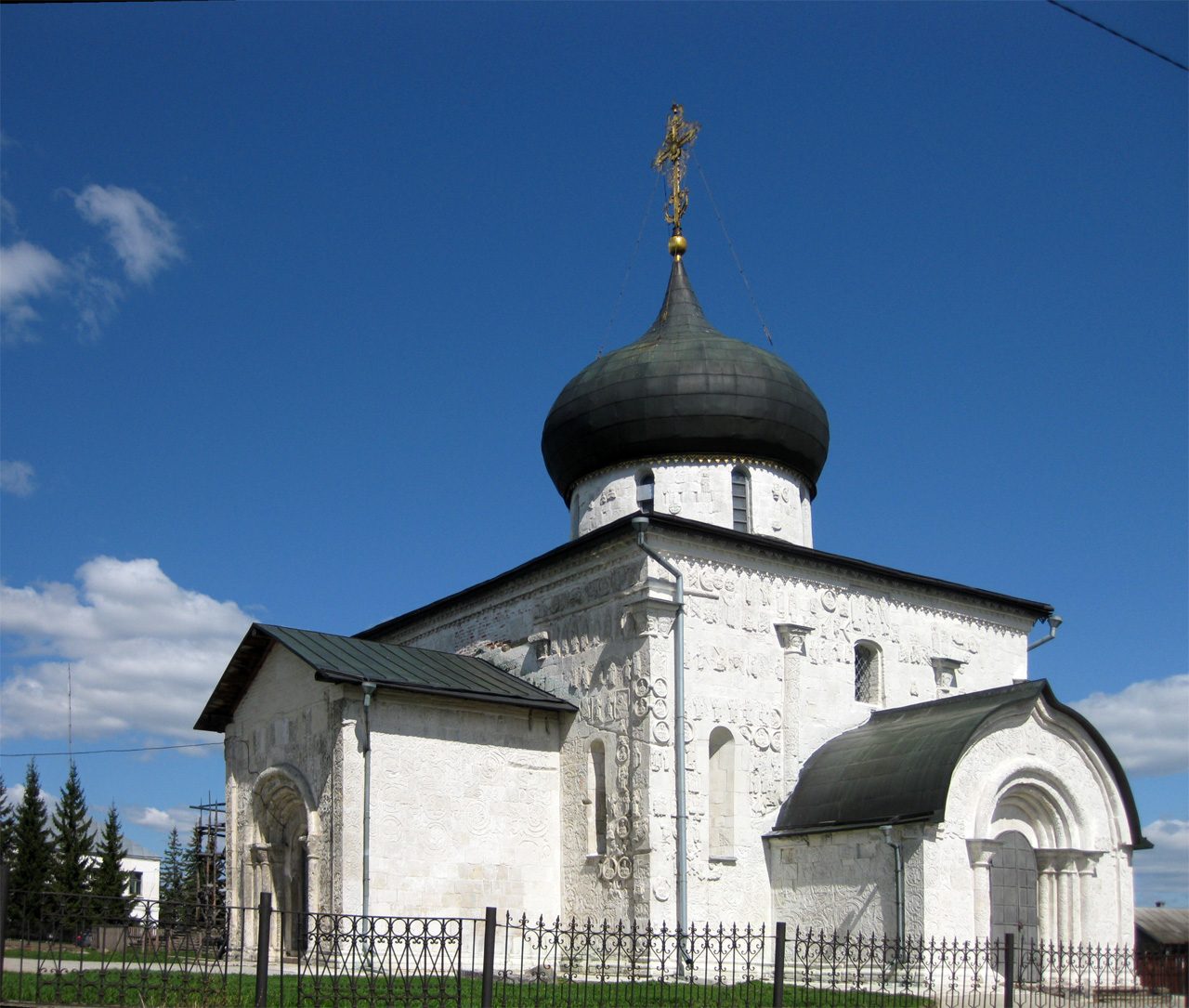
尤里耶夫-波利斯基的聖喬治主教座堂